# Central and Eastern European Migration Review
Das Central and Eastern European Migration Review ist eine englischsprachige Fachzeitschrift für Migrationsforschung mit Schwerpunkt Ost- und Mitteleuropa. Es wird von der Universität Warschau und der Polnischen Akademie der Wissenschaften veröffentlicht. Es thematisiert Determinanten, Mechanismen und Folgen der internationalen Migration, sowie Migrationspolitik, Integration und ethnische Beziehungen.